# Apraksin (przystanek kolejowy)
Apraksin (ros. Апраксин) – przystanek kolejowy w miejscowości Apraksin, w rejonie kirowskim, w obwodzie leningradzkim, w Rosji. Położony jest na linii Petersburg - Mga - Wołchow.